# 鏡獅子 (映画)
『鏡獅子』（かがみじし）は、1936年（昭和11年）に公開された福地桜痴作の新歌舞伎舞踊『新歌舞伎十八番之内 春興鏡獅子』の舞台を記録した小津の短篇ドキュメンタリー映画。国際文化振興会が日本文化の海外宣伝用映画として制作した。主演の役者名を冠した『菊五郎の鏡獅子』（きくごろうの かがみじし）の通称でも知られる。

## 概要
1934年（昭和9年）に仲木貞一、長谷川時雨の提案で、外務省文化事業部の援助を受け、日本文化海外宣伝用映画として同年10月に東京劇場で実際の舞台を撮影したが、光線音響に不備があり、翌1935年7月に松竹キネマの人材を入れて歌舞伎座で撮り直した。初のトーキー劇映画『一人息子』に先立って撮影されたトーキーであり、小津唯一のドキュメンタリーである。日本国内での公開をしない条件で製作された。
国際文化振興会は、1934年（昭和9年）に設立された団体で、歌舞伎を世界に紹介するためにトーキーで撮影することを企画、六代目尾上菊五郎に日本国内での公開をしないことを条件に承諾を得て、小津安二郎に監督を依頼した。小津はトーキーの経験がなく、映画として構成することだけを引き受け、撮影現場に立ち会った。
撮影は、1935年（昭和10年）6月25日東京歌舞伎座にて舞踊パートを徹夜で撮り上げ、翌1936年（昭和11年）5月に楽屋パートを撮影し編集を経て完成、6月29日国際文化振興会の主催による試写会が東京・内幸町の帝国劇場で行われた。
本作の上映用ポジプリントは、東京国立近代美術館フィルムセンターが22分の上映尺を持つ英語ヴァージョンによる16mmフィルムを所蔵しており、松竹大谷図書館が24分の上映尺を持つ日本語ヴァージョンによる35mmフィルムを所蔵している。後者は、2003年（平成15年）12月25日、松竹がリリースした『小津安二郎 DVD-BOX 第四集』に収録され、初めてビデオグラム化された。

## スタッフ
- 監督 : 小津安二郎
- 撮影 : 茂原英雄
- 原案 : 守隨憲治[6]

## キャスト
- 六代目尾上菊五郎 - 舞（弥生、獅子の精）
- 尾上琴次郎 - 胡蝶[2][6]
- 尾上しげる - 胡蝶[2][6]
- 松永和楓 - 唄
- 柏伊三郎 - 三味線
- 望月太左衛門 - 太鼓
- 増田順司 - 朗読[6]

## 作品データ
- 製作 : 国際文化振興会　松竹大船撮影所
- 上映時間 : 19分 （2巻 / 530メートル）/ 現存 24分 （日本語版）[2] / 22分 （英語版）
- フォーマット : 白黒　スタンダードサイズ（1.37:1）　モノラル
- 初回試写 : 内幸町・帝国劇場[3]

## 註
1. 1 2  菊五郎の鏡獅子、日本映画データベース、2010年3月3日閲覧。
2. 1 2 3 4 5 6 7 8  小津安二郎の藝術、東京国立近代美術館フィルムセンター、2010年3月3日閲覧。
3. 1 2 3 4 5 6 7  『日本映画発達史 II 無声からトーキーへ』、田中純一郎、中公文庫、1976年1月10日 ISBN 4122002966, p.300-302.
4. ↑  映画発声版鏡獅子『財団法人国際文化振興会事業報告書. 昭和10年度』 (国際文化振興会, 1937)
5. 1 2 3  日本の文化・記録映画選 : 芸術を記録する、東京国立近代美術館フィルムセンター、2010年3月3日閲覧。
6. 1 2 3 4  Kagamijishi, Internet Movie Database, 2010年3月3日閲覧。